# Alfredo Bigatti
Alfredo Bigatti (Buenos Aires, 19 de julio de 1898-ib., 25 de marzo de 1964) fue un escultor argentino, medallista, y artista visual.

## Biografía
Nacido en Buenos Aires, Bigatti fue estudiante y profesor en la Academia de Bellas Artes, entonces comenzó a viajar por diferentes países de Europa durante el periodo comprendido entre 1924 y 1928, incluyendo en el periplo una estancia en París, donde fue alumno de Antoine Bourdelle y se reunió con otros artistas argentinos, como el poeta Leopoldo Marechal y el pintor Aquiles Badi. Tras su regreso continuó con la docencia.

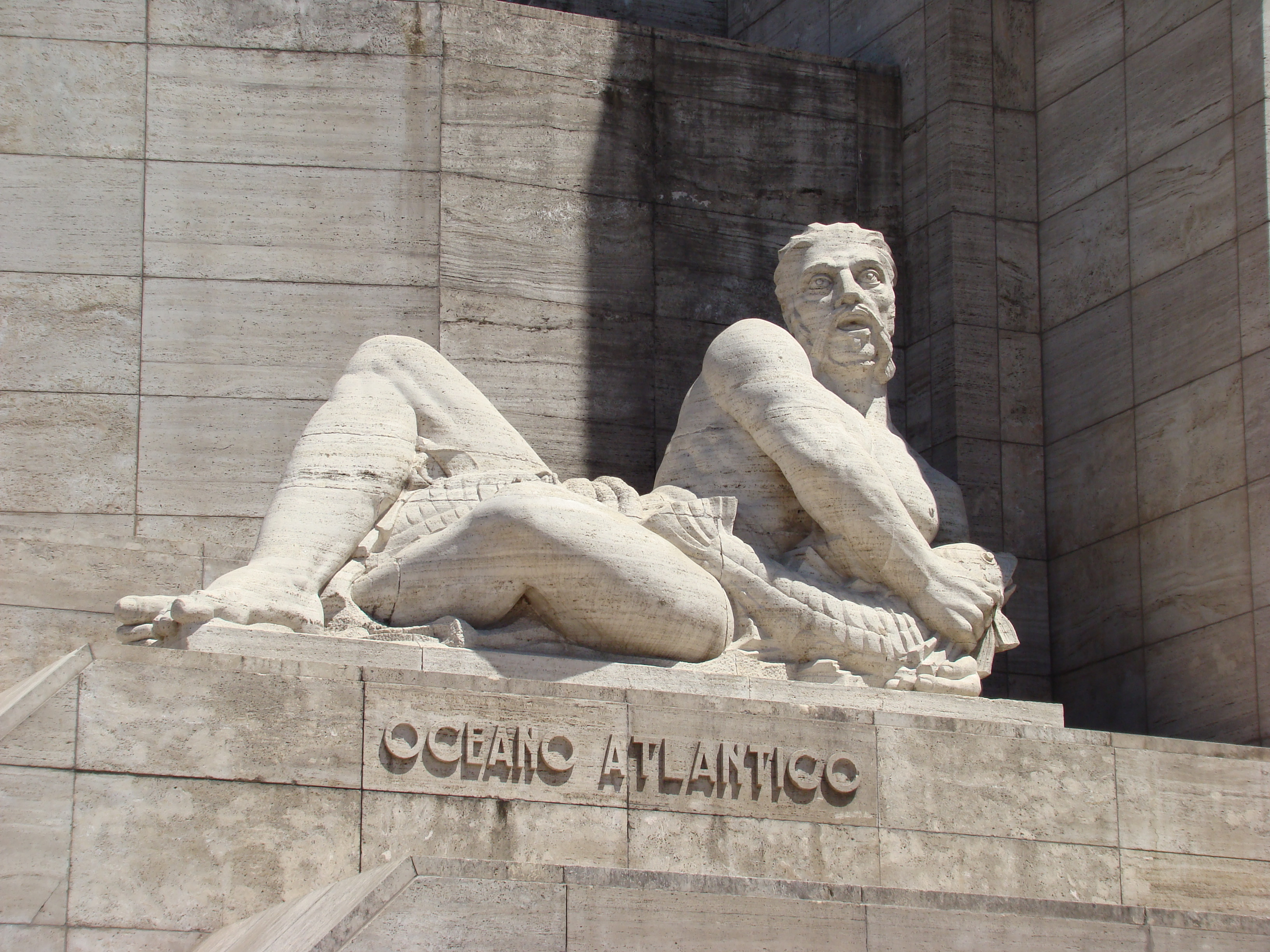
Figura reclinada del océano Atlántico, Monumento Histórico Nacional a la Bandera

La obra más sobresaliente de Bigatti probablemente sea el Monumento Histórico Nacional a la Bandera en Rosario, Santa Fe, realizado en colaboración con los arquitectos Ángel Guido y Alejandro Bustillo, y de los ayudantes escultores José Fioravanti y Eduardo Barnes. Y en menor medida de Pedro Cresta.
Desde 1936 hasta 1941 ejerce primero el cargo de vicepresidente y luego de presidente, en la Sociedad Argentina de Artistas Plásticos.
En 1936 Bigatti contrajo matrimonio con la escultora y pintora expresionista Raquel Forner, a quien había conocido diez años antes.
Fallece en Buenos Aires, el 25 de marzo de 1964.